# Maciej Urbanowicz
Maciej Urbanowicz (* 12. Juli 1986 in Danzig) ist ein polnischer Eishockeyspieler, der seit 2019 erneut beim JKH GKS Jastrzębie in der Polska Hokej Liga unter Vertrag steht.

## Karriere

### Club
Maciej Urbanowicz begann seine Karriere in der Jugendabteilung von Stoczniowiec Gdańsk. Von dort wechselte er in die Nachwuchsakademie des polnischen Eishockeyverbandes Szkoła Mistrzostwa Sportowego, für die er 2002 bis 2005 in der zweitklassigen I liga spielte. Anschließend kehrte er in seine Geburtsstadt zu seinem Stammverein zurück, für den er vier Jahre in der Ekstraliga spielte. 2009 zog es ihn zum JKH GKS Jastrzębie, mit dem er 2013 polnischer Pokalsieger werden konnte. Nach sechs Jahren in Oberschlesien, in denen er zweimal mit seiner Mannschaft polnischer Vizemeister wurde, schloss er sich 2015 dem Ligakonkurrenten KS Cracovia aus Krakau an, mit dem er 2016 das Double aus Meisterschaft und Pokalsieg gewann. Auch 2017 konnte er mit dem Klub die polnische Meisterschaft erringen. 2018 zog er zum GKS Katowice weiter. 2019 kehrte er nach Jastrzębie zurück, wo er 2021 erneut polnischer Meister wurde.

### International
Für Polen nahm Urbanowicz im Juniorenbereich an der Division I der U18-Weltmeisterschaften 2003 und 2004 sowie der Division II der U20-Weltmeisterschaft 2004 und der Division I der U20-Weltmeisterschaften 2005 und 2006 teil.
Sein Debüt in der Herren-Nationalmannschaft gab er bei den Spielen der Division I der Weltmeisterschaft 2008. In den Folgejahren vertrat Urbanowicz seine Farben bei den Division-I-Turnieren der Weltmeisterschaften 2009, 2011, 2012, 2013, 2015, 2016, 2017 und 2018. Zudem spielte er für Polen bei den Qualifikationsturnieren für die Olympischen Winterspiele 2010 in Vancouver, 2014 in Sotschi, 2018 in Pyeongchang und 2022 in Peking.

## Erfolge
- 2004 Aufstieg in die Division I bei der U20-Weltmeisterschaft der Division II, Gruppe A
- 2013 Polnischer Pokalsieger mit dem JKH GKS Jastrzębie
- 2016 Polnischer Meister und Pokalsieger mit dem KS Cracovia
- 2017 Polnischer Meister mit dem KS Cracovia
- 2021 Polnischer Meister mit dem JKH GKS Jastrzębie

## Ekstraliga-Statistik
(Stand: Ende der Spielzeit 2021/22)